# Raión de Podil
Raión de Podil (en ucraniano: Подільський район) es un raión (distrito urbano) de Ucrania, barrio histórico de la ciudad de Kiev. Es uno de los barrios más antiguos de Kiev, lugar de origen del comercio y la industria de la ciudad. Contiene varios lugares destacados desde el punto de vista arquitectónico e histórico, y se están realizando nuevas excavaciones arqueológicas.
Comprende una superficie de 34 km². En su territorio se encuentran numerosas lugares de interés como el Convento de la Ascensión (Frolivski), el Convento de la Intercesión (Pokrovski), la Universidad Nacional de la Academia Kiev-Mohyla, la casa de Iván Mazepa, la casa de Pedro el Grande, la Iglesia de la Asunción de la Virgen (Pigoroshcha), la Fuente de Sansón, la Colina Zamkova, la Andriivskiy Uzviz o Bajada Andriyivski (principal vía entre Podil y la Ciudad Alta de Kiev), la Bajada Borychiv, el puerto fluvial de Kiev, el funicular de Kiev, la Plaza Poshtova y la Plaza Kontraktova.
A pesar de su importancia cultural y turística, el raión de Podil sigue siendo uno de los principales distritos industriales, de transporte y de negocios de Kiev. La mayoría de los emplazamientos industriales ya no se encuentran exactamente en Podil, sino en los vecindarios al norte del mismo.

## Demografía
Según estimación de 2010, contaba con una población total de 180 500 habitantes. En el censo de 2001, el 73.94 % hablaba ucraniano y el 25.03 %, ruso, mientras que el 1.03 % restante hablaba otras lenguas.

## Historia
La entidad administrativa del raión de Podil fue formada en 1921 sobre uno de los barrios históricos más grandes de Kiev. Además de este barrio histórico, incluye los de Vynohradar, Kurenyovka, una parte de Nyvky, la península Rybalskyi y Mostytskyi. La sección al norte de Nizhnii Val era denominada antiguamente Plóskaya chast o Plóskaya sloboda y allí vivían, hasta el estallido de la Segunda Guerra Mundial, muchos judíos pobres que vivían en difíciles condiciones.

## Economía
En el territorio del raión de Podil se hallan alrededor de 50 establecimientos industriales, algunos de renombre internacional: la Fábrica de Champán de Kiev, Stolichni, la Fábrica de Cerveza, la Fábrica de Vitaminas de Podil y la Fábrica Farmak.

## Galería

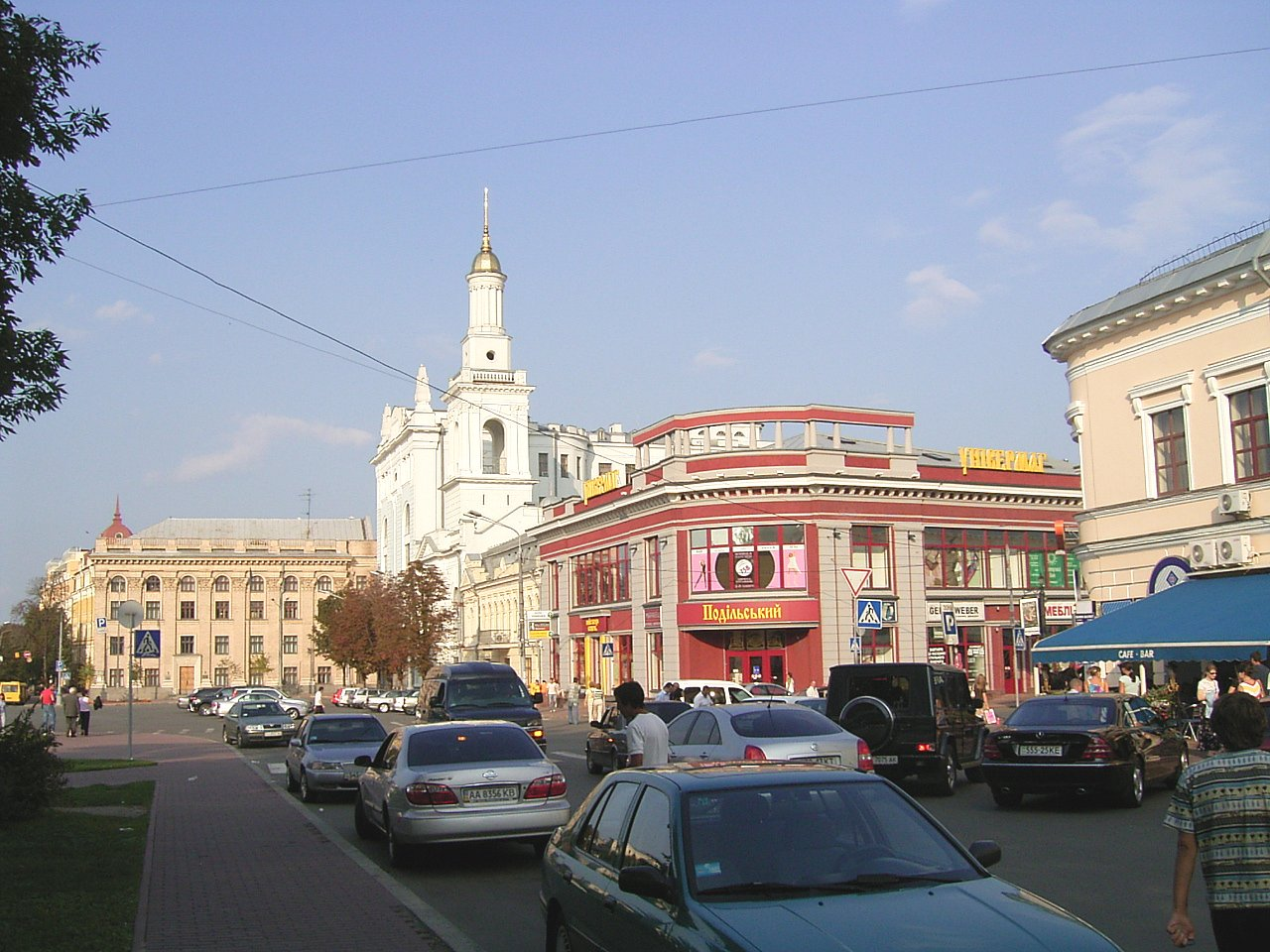
Plaza Kontraktova.
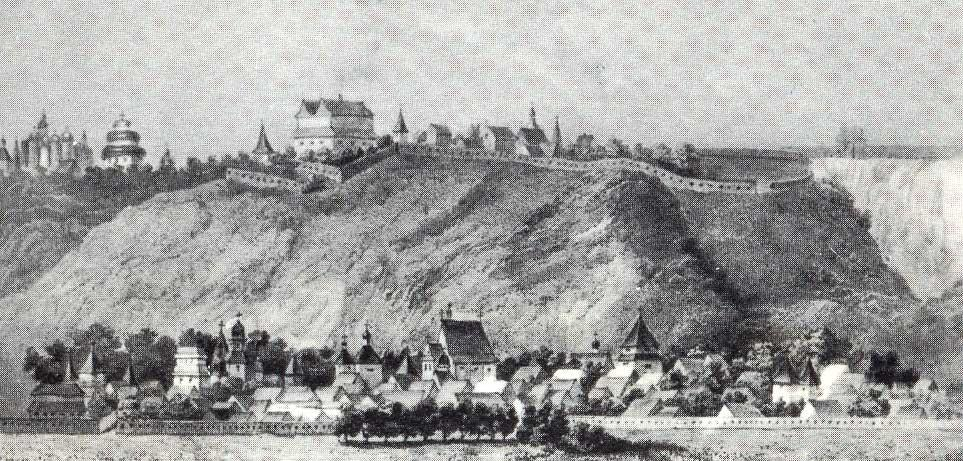
Ilustración del siglo XVII.
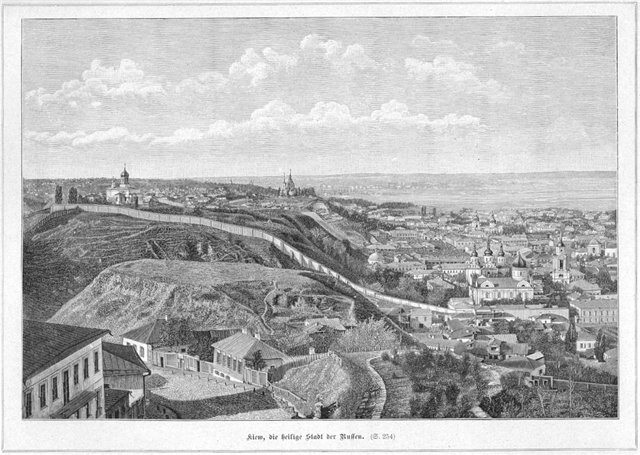
Postal de 1890.
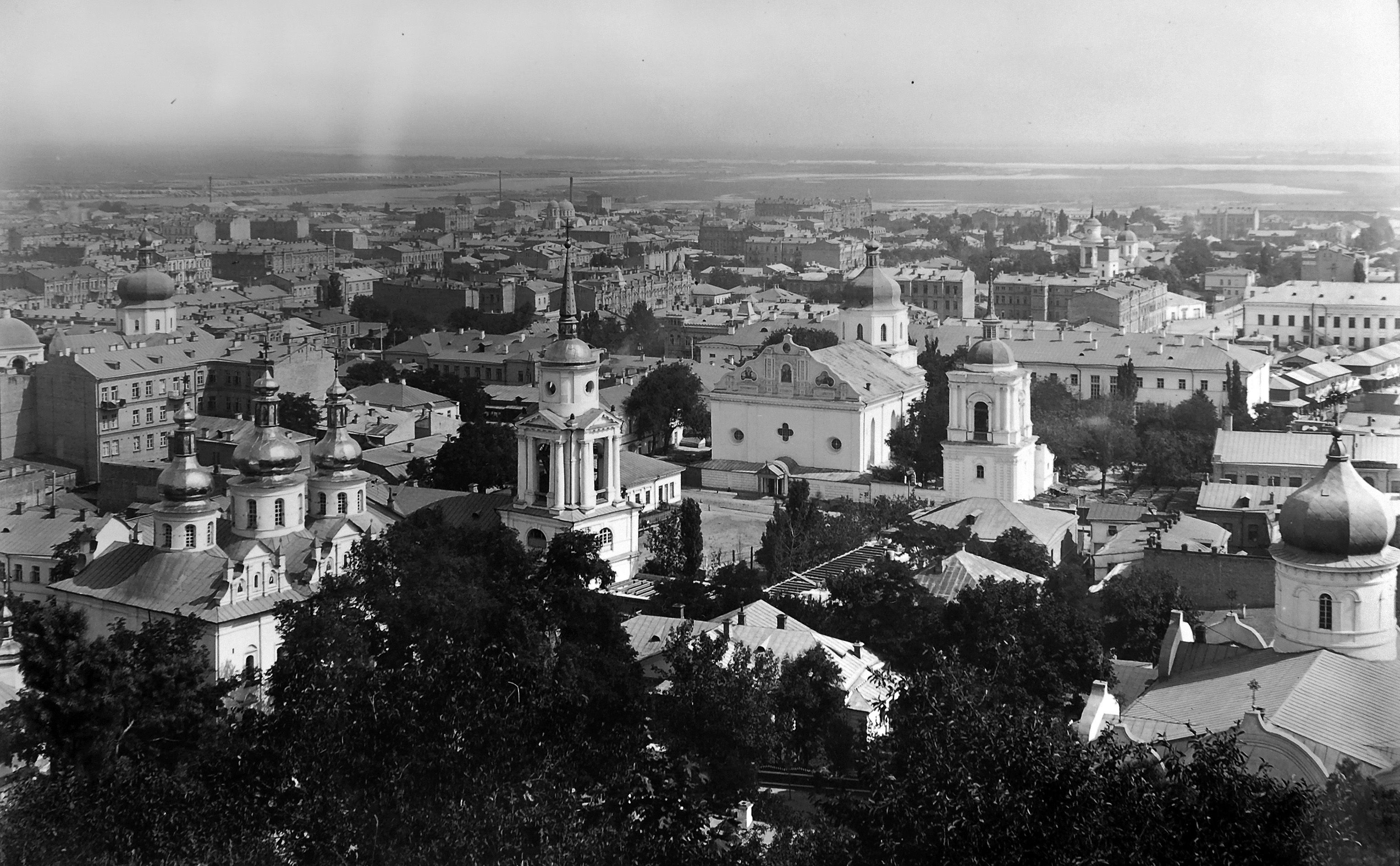
En primer plano el monasterio Frolovski.
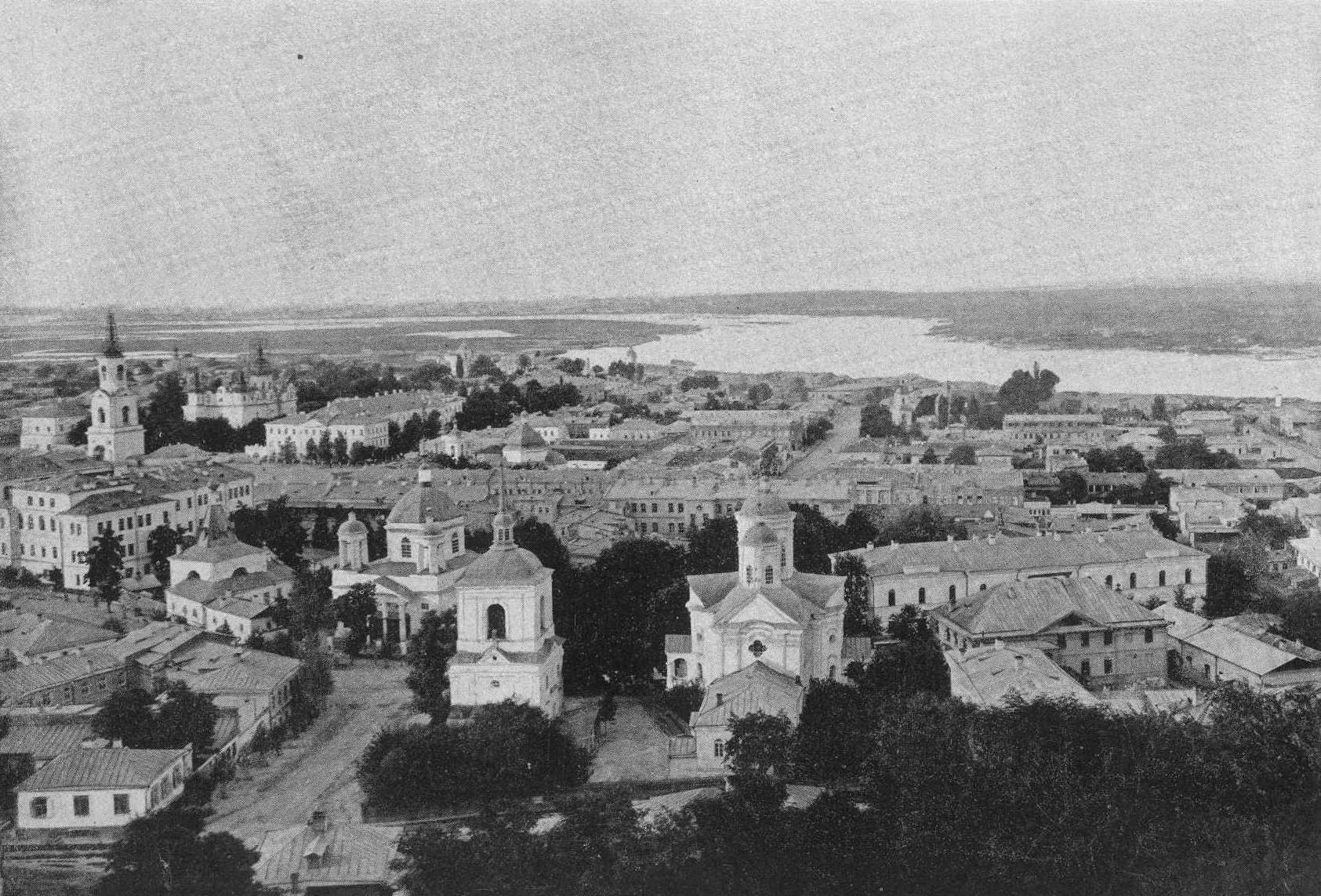
Vista del barrio en 1902.

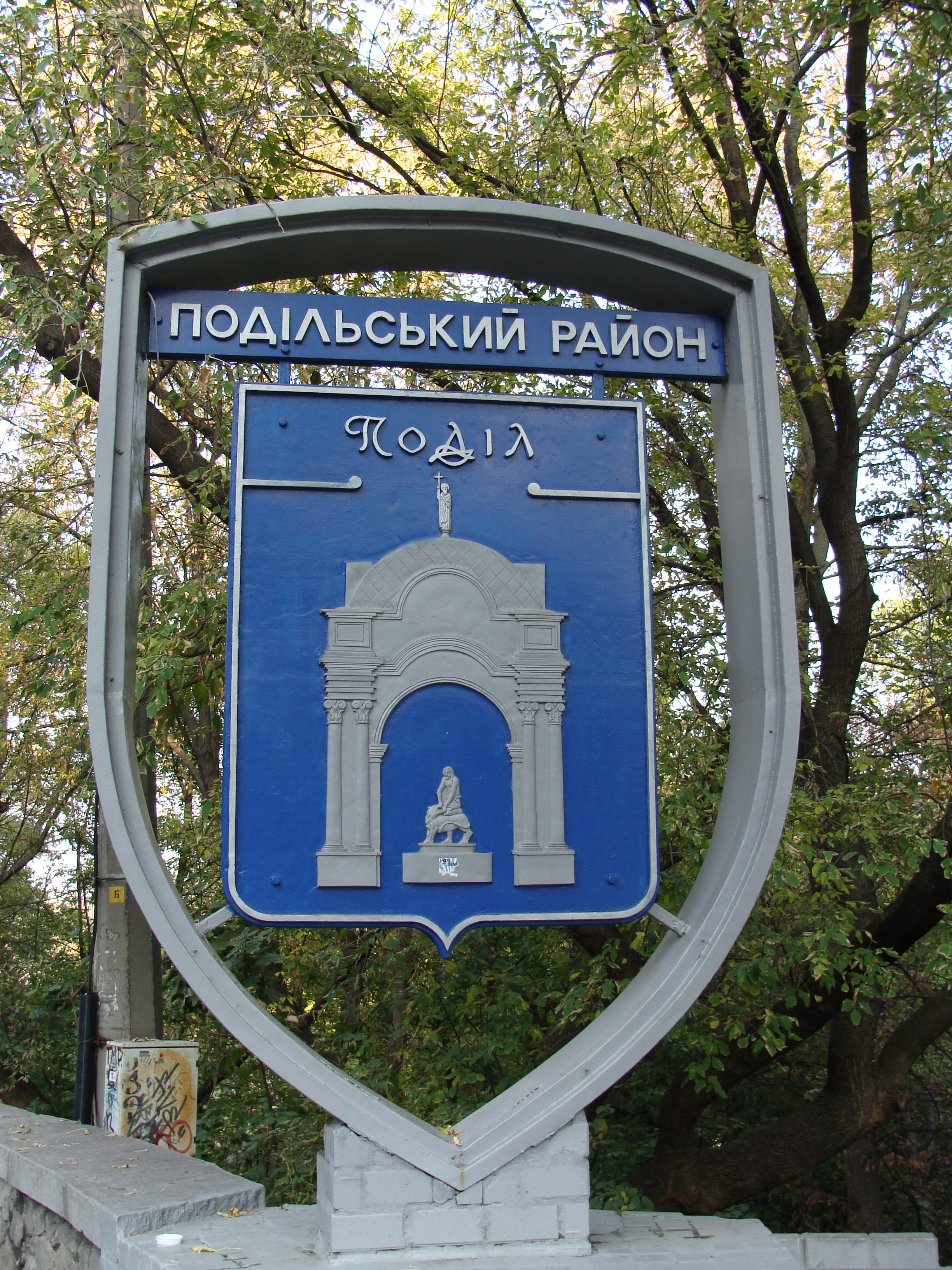
Cartel a la entrada del raión.
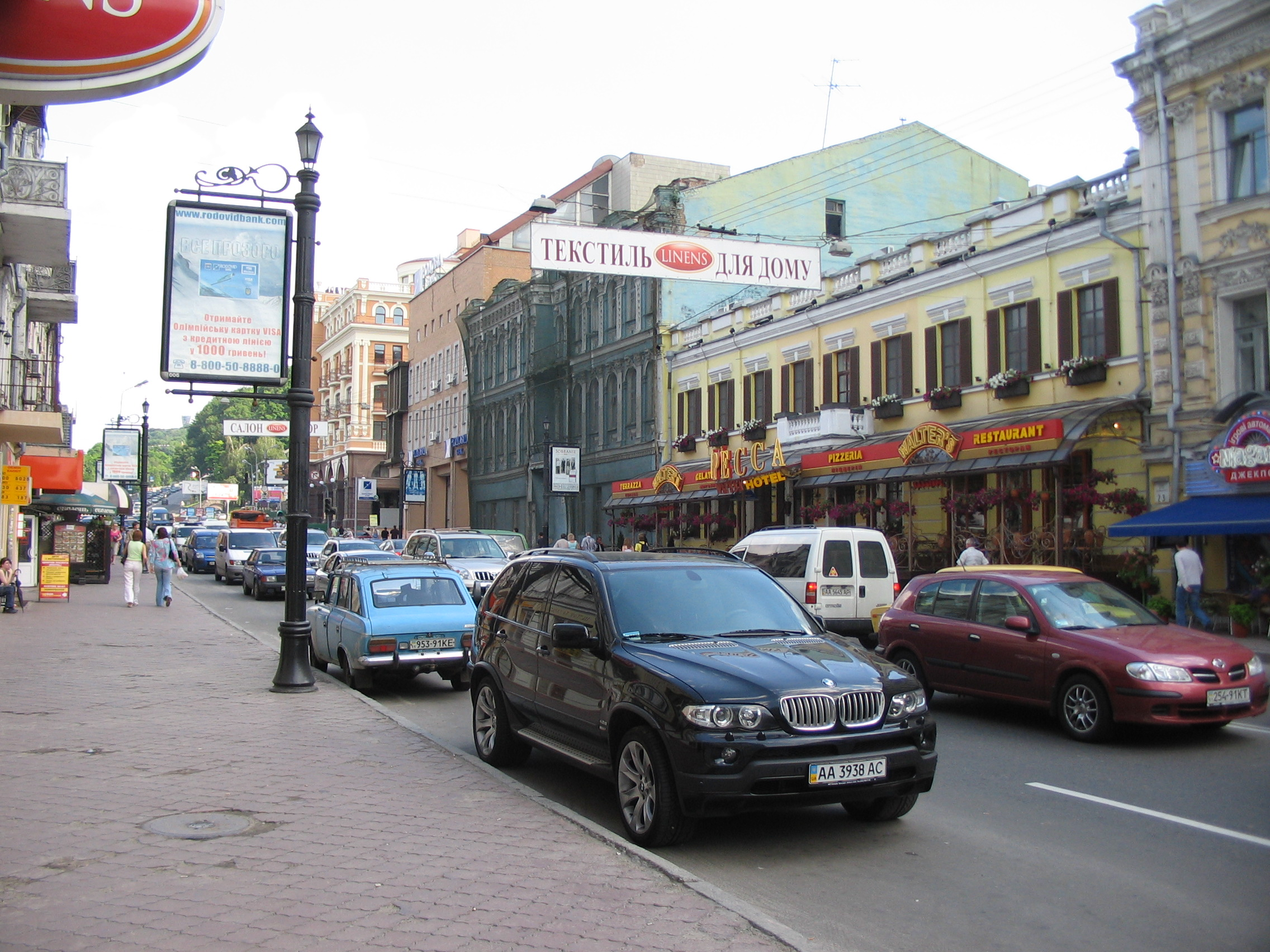
Calle Petro Sahaidachni, en 2006.
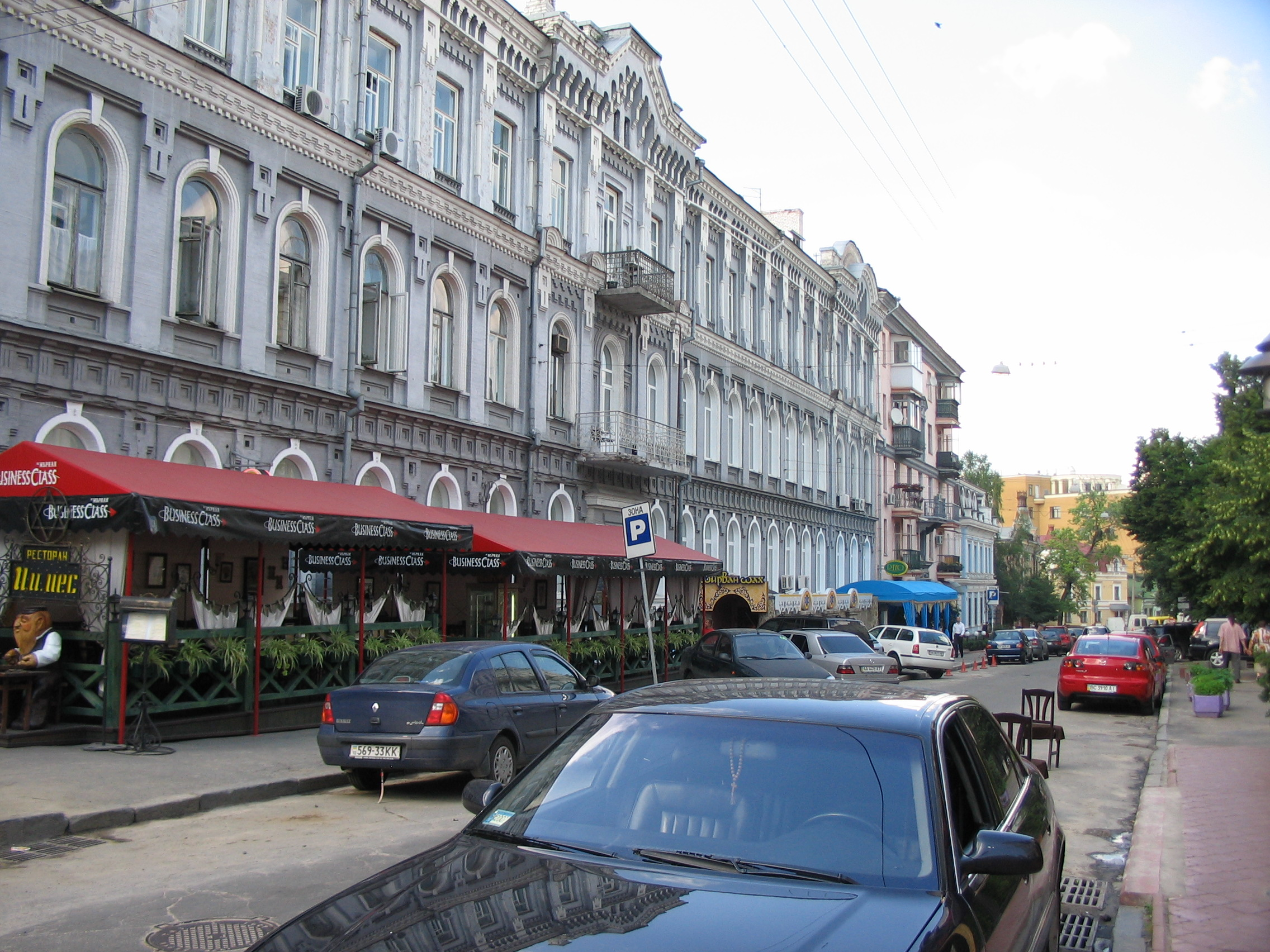
Podil, en 2006.
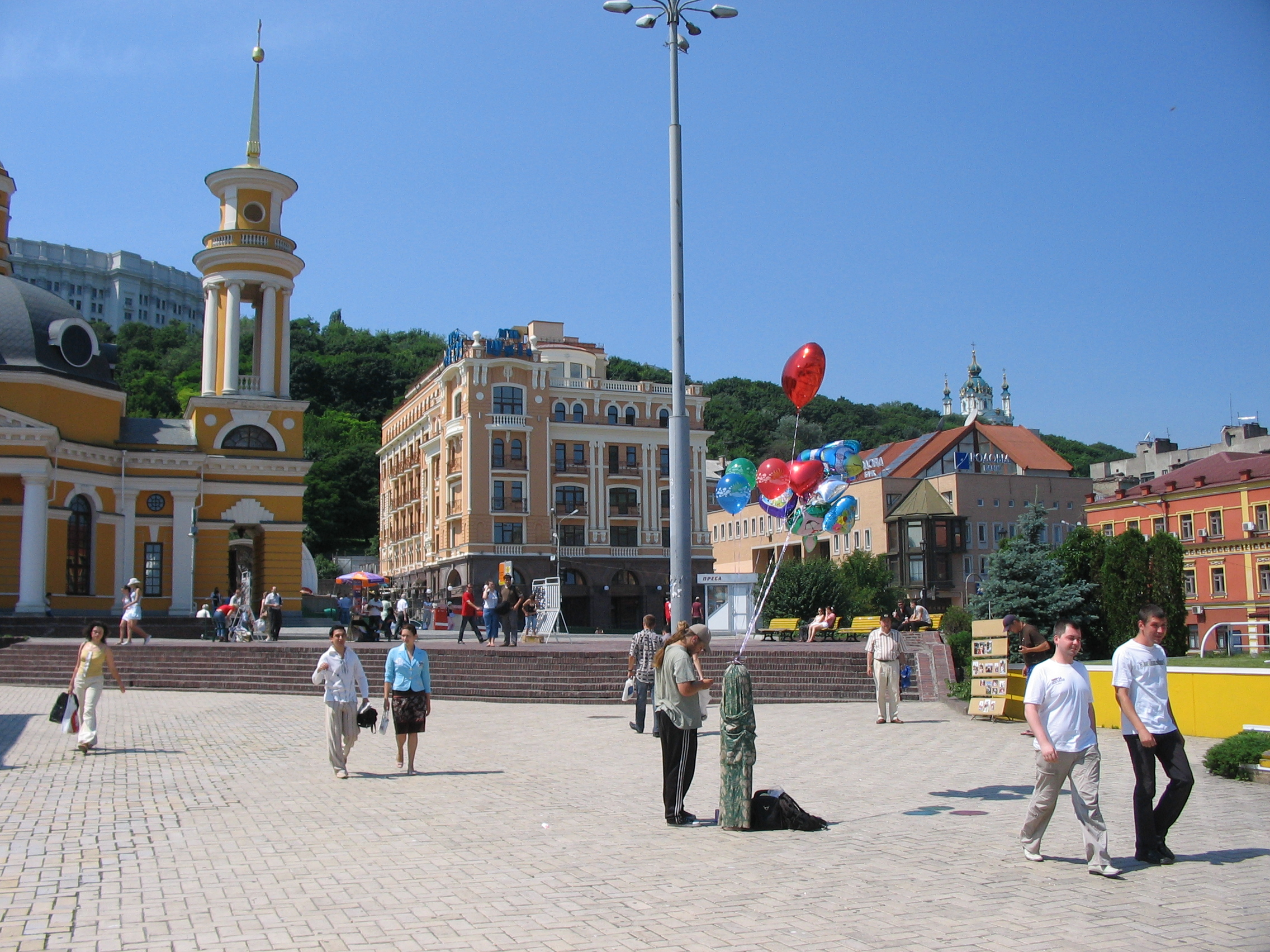
Plaza Poshtova, en 2006.